# Girasole
Girasole ist eine italienische Gemeinde (comune) mit 1366 Einwohnern (Stand 31. Dezember 2023) in der Provinz Ogliastra auf Sardinien. Die Gemeinde liegt etwa 2,5 Kilometer nördlich von Tortolì am Stagno di Tortolì nahe dem Tyrrhenischen Meer. 

## Verkehr
Durch die Gemeinde führt die Strada Statale 125 Orientale Sarda von Cagliari nach Palau. 
Bei Girasole gibt es einen kleinen Flugplatz (Aviosuperficie) für die Allgemeine Luftfahrt.